# 王家岭煤矿
王家岭煤矿是中國山西省乡宁县和河津市境内的一個煤矿，由华晋焦煤有限责任公司投資建設。

## 概况
王家岭煤矿于2002年12月开始勘探，2006年5月9日开工建设，建设工期33个月，项目投资23.11億元，面积180平方公里。該煤矿的煤储量为23.42亿吨，可开采储量为10.36亿吨，每年能生产600万吨煤。

## 事故
- 2010年3月28日王家岭煤矿发生透水事故，初期報稱有153人被困井下，4月5日有超過100人被救出。[3]

## 外部連結
- 华晋焦煤有限责任公司∷王家岭煤矿项目∷ （页面存档备份，存于）